# 毓亨
奉恩鎮國公毓亨（1875年8月24日—？），奉恩鎮國公溥齡第一子，母妻蘇完瓜爾佳氏，其父為廣林，慎郡王系第九代。
他在光緒元年七月（1875年）出生，光緒二十三年十二月（1897年）接替父親成為慎郡王第九代，但因為慎郡王並非世襲罔替的爵位，因此他的封爵只是奉恩鎮國公。